# Uzorkovanje (glazba)
Uzrokovanje (eng. sampling), u glazbi, točnije, glazbenoj proizvodnji označava postupak uporabe isječka zvučne snimke iz jedne skladbe u drugoj. Može se raditi o ritmičkoj ili melodijskoj sekvenciji, dijelu recitativa, govora ili određene glazbene dionice koja je umetnuta ili izmijenjena određenim postupkom, primjerice uslojavanjem, izjednačavanjem, usporavanjem ili ubrzavanjem, ili nekim inim načinom preinačena.

## Vanjske poveznice
|  | Zajednički poslužitelj ima još gradiva o temi Uzorkovanje (glazba) |